# Рівнинний Карабах
40°20′00″ пн. ш. 47°10′00″ сх. д. / 40.33333° пн. ш. 47.16667° сх. д.
Рівнинний Карабах — східна, рівнинна за ландшафтом частина Карабаху - історико-географічної області в Закавказзі. Згідно з адміністративним поділом Азербайджану входить до складу Азербайджану, частина цієї території (місто Агдам і частина Агдамського району) з початку 1990-х - під контролем Армії оборони Нагірно-Карабаської Республіки та Збройних сил Республіки Вірменія і наразі згідно з адміністративно-територіальним поділом невизнаної Нагірно-Карабаської Республіки включена до складу Мартакертського, Аскеранського й Мартунинського районів.

## Рівнинний Карабах у давнину
Автохтонне населення цих регіонів складалося з декількох різних народностей, таких як утійці, гаргарейці, каспії та інших. Велика частка корінного населення була не індоєвропейського походження. Населені різними албанськими племенами, ці регіони потрапили під владу Великої Вірменії в II столітті до н. е.
Ранньосередньовічні вірменські історики називають родоначальником - епонімом племені утійців, а також правителів областей Цавдек (частина Арцаху) і Пайтакаран якогось Арана, нащадка Сисака — намісника Сюніка, (а через нього — родоначальника вірмен [Айк]]а), якого міфічний вірменський цар Валаршака, що розділив Вірменію на провінції, призначив намісником (по новішій версії — князем) цієї області.
У 387 році провінції Утік та Арцах відходять від Великої Вірменії до васальної від Персії Кавказької Албанії, а Пайтакаран — до власне перських володінь.
У VII столітті Ананія Ширакаці описує Пайтакаран як 11-ту провінцію Великої Вірменії, якою «нині» (в VII ст.) володіє Атрпатакан, а Утік як 12-ту провінцію, якою «володіють албанці»:
Уті, на захід від Араксу між Арцахом і рікою Курою, має 7 областей, якими володіють албанці: 1. Аранрот, 2. Три, 3. Ротпаціан, 4. Агуе, 5. Тучкатак, 6. Гардман, 7. Шікашен, 8. власне Уті з містом Партави. Виробляє олійне дерево, (огіркове або) кітрове дерево, а з птахів зустрічається Катак.

## Рівнинний Карабах у Середньовіччі
Арран переживав розквіт в ранньому Середньовіччі, коли тут виникло та стало столицею держави місто Перозабад (Партай, Бердаа), побудоване царем Албанії Ваче. Потім його завоювали араби і частина місцевого населення була ісламізована, тоді як на сході збереглося християнське населення. За даними арабських географів X століття, населення Барди в той період говорило арранською (тобто албанською) мовою, тоді як за Бардо (Нагірний Карабах) жили вірмени. Місто занепало після його розорення русами в X столітті. Пасовища межиріччя Кури й Араксу природним чином залучали кочівників і в пізньому Середньовіччі (XVI-XVIII століття) на них кочували різні тюркські племена, з яких найзначніші: отузікі, кебірлі і джеваншир. З XIV ст. ця область отримує тюрксько-перську назву «Карабах», тобто «Чорний сад» (спочатку — не тільки Карабаський, а й Муганський степ).

## Карабаське ханство
У XVIII ст. Надер Шах виселив плем'я джеваншир з Рівнинного Карабаху у Хорасан, але після його смерті воно повернулося в регіон. Ватажок цього племені Панах проголосив себе після смерті Надер-Шаха ханом Карабаху та був затверджений на цій посаді правителем Персії Аділь-шахом. Мелік Варанди (вірменське князівство в області Хамса, пізніше Нагірний Карабах) Шахназар, що ворогував з іншими меліками, перший визнав себе васалом карабаського хана. Панах-хан побудував фортецю Шушу на місці, яке йому рекомендував мелік Шахназар, і зробив її столицею свого ханства.
Карабах славився, між іншим, своєю породою вороних коней («карабаські скакуни», в просторіччі «Карабаху»), яких високо цінували на Сході.

## Рівнинний Карабах у XX столітті
Майже все XX століття Рівнинний Карабах входив до складу СРСР до проголошення незалежності Азербайджанської Республіки.